# Neostenanthera hamata
Neostenanthera hamata (Benth.) Exell – gatunek rośliny z rodziny flaszowcowatych (Annonaceae Juss.). Występuje naturalnie w Sierra Leone, Liberii, Wybrzeżu Kości Słoniowej, Ghanie, Nigrze oraz Kamerunie. 

## Morfologia
PokrójZimozielone drzewo. Młode pędy są owłosione.
LiścieMają podłużnie eliptyczny kształt. Mierzą 7–14 cm długości oraz 3,5–5 cm szerokości. Są owłosione od spodu. Nasada liścia jest od klinowej do rozwartej.
OwocePojedyncze mają elipsoidalny kształt, zebrane w owoc zbiorowy. Są omszone, osadzone na długich szypułkach. Osiągają 20 mm długości i 11 mm szerokości.

## Biologia i ekologia
Rośnie w lasach.